# Joan Plowright

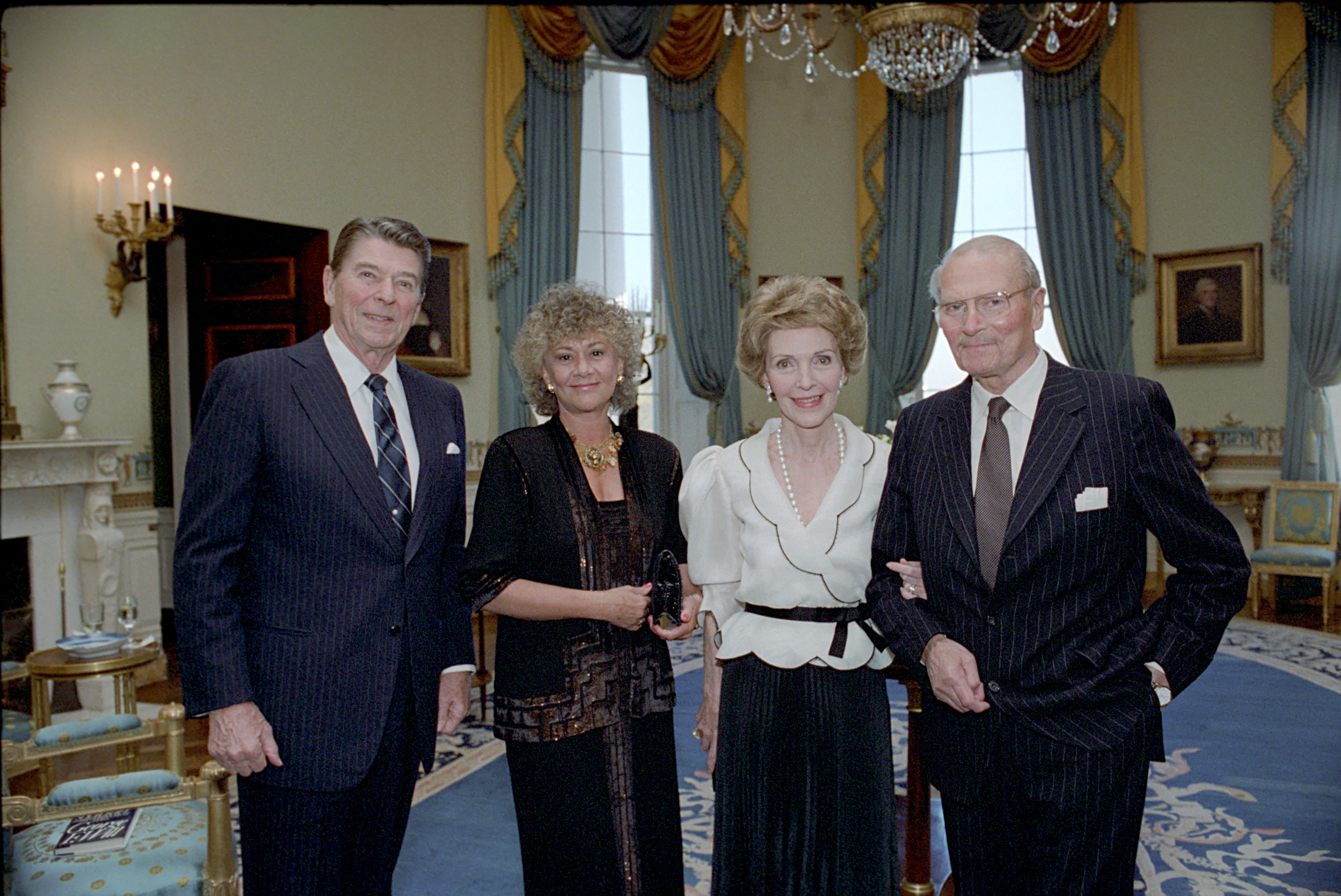
Ronald Reagan, Joan Plowright, Nancy Reagan und Laurence Olivier (April 1983)

Dame Joan Ann Plowright, Baroness Olivier, DBE (* 28. Oktober 1929 in Brigg, North Lincolnshire, England; † 16. Januar 2025 in London) war eine britische Schauspielerin. Im Laufe ihrer langen Karriere wurde die Bühnen- und Filmdarstellerin mit zwei Golden Globes sowie dem Tony Award ausgezeichnet.

## Leben
Plowrights Mutter war eine Opernsängerin und Amateurschauspielerin, ihr Vater ein Journalist. Sie wollte schon früh Schauspielerin werden und gewann mit 15 Jahren bei einem lokalen Theaterfestival ihren ersten Preis. Nach dem Schulabschluss arbeitete sie kurze Zeit als Aushilfslehrerin und studierte dann Schauspiel an der Bristol Old Vic Theatre School in Bristol. Ihr professionelles Bühnendebüt gab sie im Jahr 1948, bald danach wurde sie Mitglied des Ensembles am Old Vic Theatre.
In den 1950er-Jahren spielte sie regelmäßig am Royal Court Theatre, wobei sie oft in Arbeiterklasse-Rollen spielte und laut ihrem Nachruf im Guardian für eine junge, energische Generation an Theaterschauspielern stand. 1961 wurde sie für ihre Darbietung am Broadway in Shelagh Delaneys Bühnendrama A Taste of Honey mit dem Tony Award als Beste Hauptdarstellerin ausgezeichnet. Später spielte sie häufiger mit ihrem Ehemann Laurence Olivier zusammen und beriet diesen auch bei künstlerischen Entscheidungen als Theaterintendant. 1977 wurde sie für ihren Auftritt in Eduardo De Filippos Stück Filumena Marturano mit einem Laurence Olivier Award ausgezeichnet. 1986 bekam sie den London Drama Theatre Award für ihre Rolle in Bernarda Albas Haus.
Zwar hatte Plowright bereits 1951 ihr Fernsehdebüt und 1957 ihr Kinodebüt gegeben, allerdings trat sie lange nur sporadisch vor die Kamera. Ihren wohl bekanntesten frühen Filmauftritt hatte sie im Jahr 1960 neben Olivier in Der Komödiant, der Verfilmung eines Theaterstücks, in dem die beiden zuvor bereits gemeinsam aufgetreten waren. Erst in den 1980er-Jahren folgten regelmäßigere Filmengagements für Plowright. Für ihre Darstellung einer etwas griesgrämigen Grande Dame in Mike Newells Verzauberter April gewann sie 1993 den Golden Globe als Beste Nebendarstellerin und wurde für den Oscar als Beste Nebendarstellerin nominiert. Ebenfalls 1993 gewann Plowright noch einen zweiten Golden Globe: als Beste Serien-Nebendarstellerin für ihren Auftritt in der Fernsehverfilmung Stalin.
Ab den 1990er-Jahren stand Plowright auch für einige Hollywood-Filme vor der Kamera, so als Ehefrau von Walter Matthaus Figur in der Komödie Dennis (1993) und als Haushälterin in der Disney-Verfilmung 101 Dalmatiner (1996). Im Jahr 1999 war sie neben anderen Schauspielgrößen in Franco Zeffirellis Tee mit Mussolini in einer der Hauptrollen zu sehen. Ihr letzter bedeutender Filmauftritt erfolgte 2008 in dem Fantasyfilm Die Geheimnisse der Spiderwicks. Insgesamt umfasst ihr filmisches Schaffen mehr als 75 Film- und Fernsehproduktionen.
In erster Ehe war sie von 1953 bis 1960 mit dem Schauspieler Roger Gage verheiratet. In zweiter Ehe war sie von 1961 bis zu dessen Tod 1989 mit dem Schauspieler Sir Laurence Olivier verheiratet, mit dem sie drei Kinder hat: Richard (Regisseur), Tamsin und Julie-Kate Olivier (beide Schauspielerinnen). 1970 wurde sie als Commander in den Order of the British Empire aufgenommen. 2004 wurde sie als Dame Commander desselben Ordens geadelt und führte fortan den Namenszusatz Dame. 1971 wurde ihr Gatte als Baron Olivier zum Life Peer erhoben, weshalb sie statt des Dame-Titels fortan den ranghöheren Höflichkeitstitel Baroness Olivier führte.
Seit den 2000er-Jahren litt sie unter einer zunehmenden Makuladegeneration. Diese führte zu einer Erblindung und dazu, dass sie im Jahr 2014 das Ende ihrer Schauspielkarriere verkündete. In dem 2019 veröffentlichten Dokumentarfilm Tea with the Dames – Ein unvergesslicher Nachmittag stand sie nochmals gemeinsam mit den ebenfalls geadelten Schauspielerinnen Judi Dench, Maggie Smith und Eileen Atkins vor der Kamera. Joan Plowright starb im Januar 2025 im Alter von 95 Jahren.

## Filmografie (Auswahl)
- 1951: Sara Crewe (Fernsehserie, 4 Folgen)
- 1957: In letzter Stunde (Time without Pity)
- 1960: Der Komödiant (The Entertainer)
- 1963: Uncle Vanya
- 1970: Three Sisters
- 1973: The Merchant of Venice (Fernsehfilm)
- 1977: Equus – Blinde Pferde (Equus)
- 1980: Das Tagebuch der Anne Frank (The Diary of Anne Frank, Fernsehfilm)
- 1982: Britannia Hospital
- 1983: Wagner – Das Leben und Werk Richard Wagners (Wagner, Fernseh-Miniserie)
- 1985: Revolution
- 1988: Verschwörung der Frauen (Drowning by Numbers)
- 1990: Ich liebe Dich zu Tode (I Love You to Death)
- 1990: Avalon
- 1991: Verzauberter April (Enchanted April)
- 1992: Stalin (Fernsehfilm)
- 1993: Last Action Hero
- 1993: Dennis (Dennis the Menace)
- 1994: Die Witwen von Widows Peak (Widows’ Peak)
- 1994: Die wundervolle Freundschaft mit Mrs. Appletree (On Promised Land, Fernsehfilm)
- 1994: Wird Annie leben? (A Place for Annie, Fernsehfilm)
- 1994: The Return of the Native (Fernsehfilm)
- 1995: Brennende Liebe (A Pyromaniac’s Love Story)
- 1995: Der scharlachrote Buchstabe (The Scarlet Letter)
- 1996: Jane Eyre
- 1996: Mr. Wrong – Der Traummann wird zum Alptraum (Mr. Wrong)
- 1996: Mein Mann Picasso (Surviving Picasso)
- 1996: 101 Dalmatiner (101 Dalmatians)
- 1998: Dance with Me
- 1998–1999: Applaus! Applaus! (Encore! Encore!, Fernsehserie, 12 Folgen)
- 1999: Tee mit Mussolini (Tea with Mussolini)
- 1999: Tom's Midnight Garden (Tom's Mitternachtsgarten - Als die Uhr 13 schlug)
- 2000: Dinosaurier (Dinosaur, Stimme von Baylene)
- 2000: Frankie & Hazel – Zwei Mädchen starten durch (Frankie & Hazel, Fernsehfilm)
- 2002: Global Heresy
- 2002: Callas Forever
- 2003: Haus über Kopf (Bringing Down the House)
- 2003: I Am David
- 2004: George und das Ei des Drachen (George and the Dragon)
- 2005: Mrs. Palfrey at the Claremont
- 2006: Coco, der neugierige Affe (Curious George, Stimme von Ms. Plushbottom)
- 2008: Die Geheimnisse der Spiderwicks (The Spiderwick Chronicles)
- 2009: Knife Edge – Das zweite Gesicht (Knife Edge)
- 2019: Tea with the Dames – Ein unvergesslicher Nachmittag (Nothing Like a Dame) (Dokumentarfilm)

## Auszeichnungen und Nominierungen
Academy Award (Oscar)
- 1993: Nominiert als Beste Nebendarstellerin für Verzauberter April

Golden Globe Award
- 1993: Auszeichnung als Beste Nebendarstellerin für Verzauberter April[8]
- 1993: Auszeichnung als Beste Nebendarstellerin – Serie, Mini-Serie oder TV-Film für Stalin[8]

Primetime Emmy Award
- 1993: Nominiert als Beste Nebendarstellerin – Miniserie oder Special für Stalin[9]

British Academy of Film and Television Arts Award
- 1961: Nominiert in der Kategorie „Most Promising Newcomer to Leading Film Roles“ für Der Komödiant[10]
- 1978: Nominiert als Beste Nebendarstellerin für Equus – Blinde Pferde[10]

CableACE Award
- 1995: Nominiert in der Kategorie „Actress in a Movie or Miniseries“ für Die wundervolle Freundschaft mit Mrs. Appletree

Character and Morality in Entertainment Award
- 2006: Camie für I Am David (geteilt mit Philip F. Anschutz, Andrea Borella, Paul Feig, Ben Tibber, James Caviezel und Viola Carinci)

DVD Exclusive Award
- 2003: DVD Premiere Award als Beste Schauspielerin für Global Heresy

Monaco International Film Festival
- 2003: Angel Film Award als Beste Schauspielerin für I Am David (geteilt mit Geneviève Bujold)

New York Film Critics Circle Award
- 1990: Zweiter Platz als Beste Nebendarstellerin für Avalon

Satellite Award
- 1999: Nominiert als Beste Nebendarstellerin in einem Film – Komödie oder Musical für Dance with Me
- 2005: Nominiert als Beste Hauptdarstellerin in einem Film – Komödie oder Musical für Mrs. Palfrey at the Claremont

Tony Award
- 1961: Auszeichnung als Beste Hauptdarstellerin für A Taste of Honey[5]

Women in Film Crystal Award
- 1994: Crystal Award Auszeichnung